# 피에르 코팽
피에르루이 파당 코팽(Pierre-Louis Padang Coffin, 1967년 3월 16일 ~ )은 프랑스의 애니메이션 감독, 성우이다. 크리스 리노드와 함께 《슈퍼배드》 (2010), 《슈퍼배드 2》 (2013)를 감독한 것으로 잘 알려져 있다.

## 출연 작품
- 슈퍼배드 3
- 슈퍼배드 4 - 미니언즈 역 (목소리)